# Rottegatspolder
De Rottegatspolder is een voormalig waterschap in de provincie Groningen.
De polder lag tussen de Stadsweg aan de noordwestzijde en het Damsterdiep aan de zuidoostzijde, halverwege Garmerwolde en Ten Boer. De zuidwestgrens werd gevormd door de watergang het Rottegat. De noordoostgrens lag ongeveer 1 km ten noordoosten hiervan en had een wat grillig verloop. Het gemaal stond aan de Bovenrijgerweg en sloeg via een korte wartergang uit op het Damsterdiep.
Waterstaatkundig gezien ligt het gebied sinds 1995 binnen dat van het waterschap Noorderzijlvest.